# Kyzylzjar
Kyzylzjar (ryska: Кызылжар) är en ort i Kazakstan.   Den ligger i oblystet Qaraghandy, i den centrala delen av landet, 160 km sydost om huvudstaden Astana. Kyzylzjar ligger 468 meter över havet och antalet invånare är 1 514.
Terrängen runt Kyzylzjar är platt. Runt Kyzylzjar är det glesbefolkat, med 8 invånare per kvadratkilometer. Närmaste större samhälle är Shakhan, 18,3 km söder om Kyzylzjar. Trakten runt Kyzylzjar består i huvudsak av gräsmarker.